# Redakai: Les conquérants du Kairu
Redakai: Les conquérants du Kairu (Redakai: Conquer the Kairu) est une série télévisée d'animation franco-canadienne en 52 épisodes de 22 minutes, produite par Zodiak Kids et Spin Master, coproduite par Hasbro, et diffusée à partir du 9 juillet 2011 sur YTV,.
En France, la série est diffusée à partir du 22 octobre 2011 sur Canal J. À partir du 13 février 2012 jusqu’au 28 juillet 2019 sur Gulli et c’est autour de J-One. La musique a été composée par Paul-Étienne Côté. La série est disponible entièrement sur Amazon Prime Video.

## Synopsis
La série tourne autour de Ky, un étudiant de 15 ans en arts martiaux anciens, qui se lance dans une quête épique pour trouver le Kairu, une source d'énergie extraterrestre primordiale. Aidé par ses amis Maya et Boomer, Ky parcourt le monde à la recherche du Kairu tout en essayant de s'assurer que ses adversaires extraterrestres adolescents ne le trouvent pas en premier.

## Voix Originales
- Donald Reignoux : Ky Stax
- Marie Nonnenmacher : Maya
- Bruno Meyère : Boomer
- Martin Hylander Brucker : Connor Stax
- Frédéric Souterelle : Maître Baoddaï
- Marc Bretonnière : Connor et Lokar
- Tony Marot : Zane
- Caroline Mozzone : Zair
- Stéphane Miquel : Atok, Nanuk, Rynoh et Treck
- Jessie Lambotte : Diara et Teeny

 Source et légende : version française (VF) sur RS Doublage

## Épisodes

### Première saison (2011-2012)
1. Le poing du colosse
2. Maléfique Maya
3. Le journal de Connor Stax
4. La pierre cataclysmique
5. La vallée du Banyan
6. Le Gardien des âmes
7. Insaisissable Kairu
8. Le masque de feu
9. Le récif de Neptune
10. Le calice
11. Le Kairu noir
12. Le tournoi des Champions
13. Duel Kairu
14. Les Battacor attaquent
15. La ferme de Boomer
16. Le vaisseau Kairu
17. Le retour de Connor Stax
18. L’île
19. Visions
20. Le Redakai
21. Le Gant de fer
22. Le cadeau de Baoddai
23. Le nouveau combattant
24. L'équipe de choc
25. Le choc des combattants - Partie 1
26. Le choc des combattants - Partie 2

### Deuxième saison (2013)
1. La chute de Lokar
2. L'ascension de Zane
3. Triple Menace
4. La Part Sombre d'Ekayon
5. L'évasion des Impériaz
6. La relève
7. La légende du cube Kairu
8. Retour au château de Kieran
9. L'ombre des Radikor
10. Sombre vision
11. L'ombre des Ténèbres
12. Froztok Platine
13. Dans les ténèbres
14. Le tournoi du Cube Kairu
15. La colère du Léviathan
16. La Complot des Impériaz
17. Querelle de Kairu
18. La tentation de Maya
19. La mission de Mookee
20. Ky contre Ky
21. Impériaz en Force
22. Le piège des Hiverax
23. Le secret des Hiverax
24. L'emprise des Ténèbres
25. La fin des Ténèbres - Partie 1
26. La fin des Ténèbres - Partie 2